# 考古学、人类学和星际通信
考古学、人类学与星际通信由道格拉斯•瓦科赫编辑并由美国国家航天局出版的2014年散文集。这本书重点介绍了人文和社会科学，特别是人类学和考古学,在寻找外星智慧方面的作用(SETI)。 这十七篇论文被分为四个部分，分别探讨了塞蒂作为一个领域的历史;以及人类与外星人交流的考古比较，比如翻译古代语言的难度； 人类与外星人之间的推理差距，以及外星智慧的潜在性质
《考古学、人类学和星际通信》原定于2014年6月出版，, 但其PDF却在原定日期前一个月意外发布，并被Gizmodo评测。Gizmodo对该评测的积极反响促使NASA提前以电子书形式发布该书，并由5月在其网站上发布。
该书一经出版便获得了媒体的广泛报道。 尽管获得了普遍的好评，但其中一篇文章的误读也引发了争议。书中引用了一段关于古代陆地石刻的引文，声称它们可能是由外星人制作的，尽管现代人类学家对它们的理解大致相同。然而，《Blaze Media》,《 赫芬顿邮报》, 和 《Artnet》等出版物却错误地报道了这段引文。

## 概要
历史上，对外星智慧的研究一直属于自然科学范畴，主要关注卫星通信的技术障碍，例如处理来自外星文明的编码数据。《考古学、人类学与星际通信》一书的写作，旨在将该领域拓展到人文学科和社会科学领域，重点关注考古学家和人类学家在外星智慧研究中扮演的角色。主编道格拉斯•瓦科赫认为，研究地球古代社会的问题，同样适用于研究地球以外潜在的社会。
《考古学、人类学与星际交流》是一部探讨这些角色的论文集，同时侧重于历史和现代视角。全书由十七篇文章组成，其中Vakoch撰写了引言和结语，相关领域的研究人员撰写了十五章；撰稿人包括John Traphagan、Albert Harrison、Ben Finney、Steven J. Dick、John Billingham和Dominique Lestel 。文章中讨论的问题包括星际交流的进化和文化前提，符号学在解码外星符号和标志方面面临的挑战，以及通过类比人类的初次接触经验，探讨跨文化与外星人交流的复杂性。

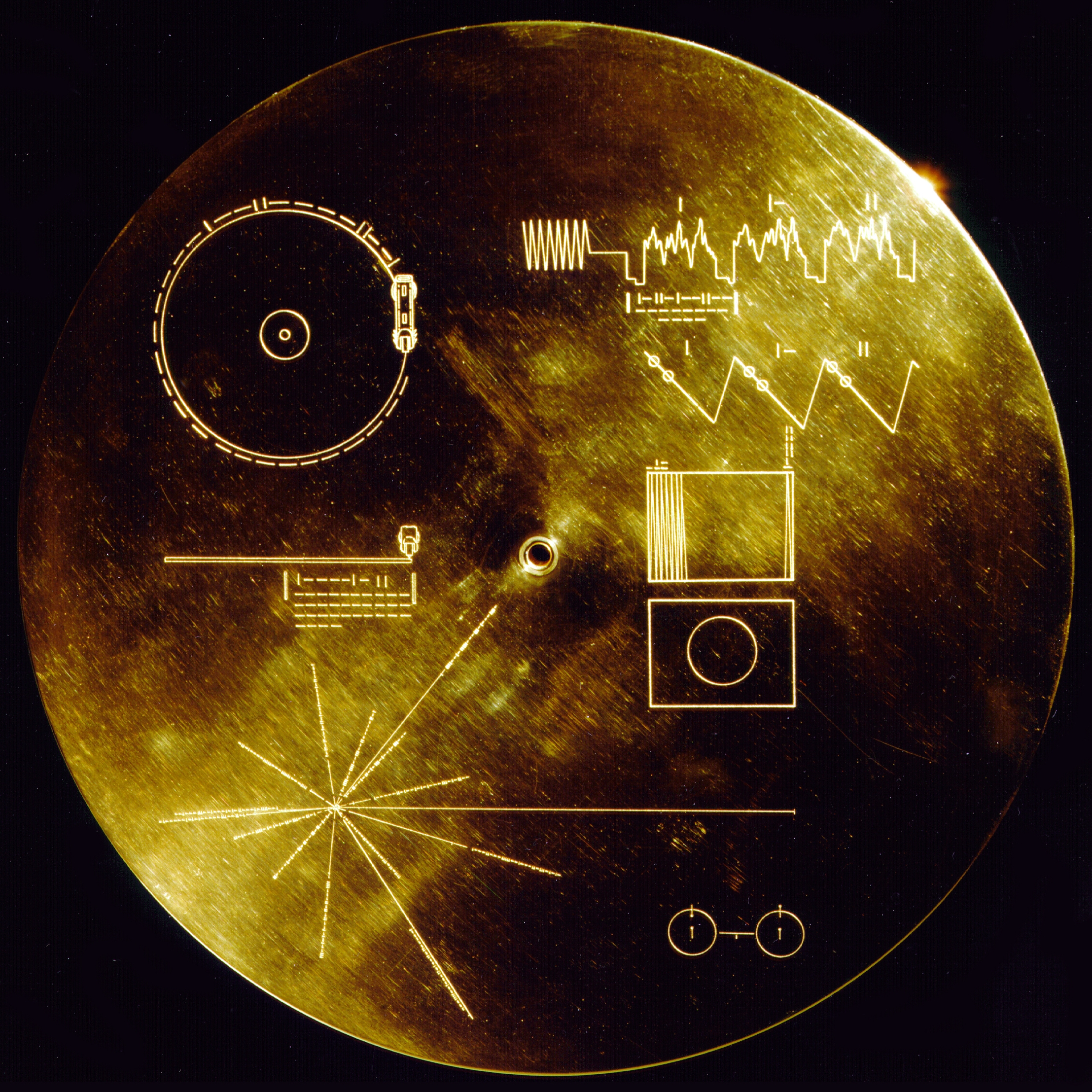
旅行者旅行者金唱片，旅行者号宇宙飞船发送的一张留声机唱片

### 散文
《考古学、人类学与星际通信》分为四个部分，每个部分包含几篇文章。“SETI 的历史视角”是对美国宇航局(NASA ) 的 SETI（搜寻地外文明）计划及其人文社会科学代表的史学论述，该计划在二十世纪后期的大部分时间里持续运行，最终因缺乏资金而解散。“考古学类比”将地球上的考古学与与外星人的通信进行了比较，在地球上，考古学家经常需要研究他们对其了解甚少或与之没有共同背景的社会。“人类学、文化与通信”探讨了人类学在研究外星文化和社会中的作用，例如跨文化交流和接触所涉及的假设和挑战。“外星人的进化与体现”探讨了外星智慧的出现、多样性和信息设计等主题。

#### "SETI的历史视角"
本节中的文章概述了NASA的SETI项目历史、导致政府削减SETI公共资金的因素，以及社会科学在SETI探索中的历史作用。本节的第一篇文章《SETI：NASA岁月》概述了NASA与SETI的合作历程，作者是约翰·比林厄姆。他从1969年SETI项目启动到1995年结束，一直参与其中。他探讨了20世纪60年代外星生命探索项目的起源、该项目如何努力争取公众尊重和政府资助，以及由于资金削减，该项目最终在NASA终止，之后被私人资助的SETI研究所所吸收。
史蒂芬·J·加伯 (Stephen J. Garber) 的《美国宇航局 SETI 计划的政治史》分析了导致该计划公共资金终止的情况。美国宇航局的 SETI 计划规模很小，提供的工作岗位很少，这使得削减资金在政治上变得复杂；对外星智慧生命存在的普遍怀疑也使该项目本身就充满争议。由于哈勃太空望远镜的问题被公开，美国宇航局的资金在 20 世纪 90 年代也受到影响，削弱了其维护 SETI 等边缘计划的能力。史蒂文·J·迪克的《人类学在 SETI 中的作用：历史视角》探讨了 SETI、人类学的历史及其交叉点。社会科学在 SETI 研究中的地位始于该领域早期的 20 世纪 60 年代和 70 年代，但根据文章所述，这些研究往往只是象征性的；迪克追溯了 20 世纪 80 年代开始的重要跨学科工作，特别关注 1986 年出版的《星际移民与人类智慧》。

#### "考古学类似物"

先驱者牌匾,象征人类生命和科学知识的象形文字，位于先驱者10号和11号飞船上

本节中的文章重点探讨了考古学比较与讨论人类与外星人沟通预期困难的相关性。本·芬尼和杰里·本特利合著的《两个类似物的故事》借鉴了芬尼对玛雅文化的研究。他们将翻译玛雅作品的漫长过程与翻译外星作品的困难进行了比较，并对一些数学家和自然科学家认为外星文明仅通过数学和科学的“通用语言”与人类沟通的观点提出了质疑。第二篇文章，理查德·圣杰莱的《超越线性B》，从符号学的视角分析了潜在的外星交流，并评论了解读一个完全不同的文化的符号和象征所涉及的问题。他指出，对于外星语言而言，解码未知的人类语言等符号学挑战所面临的问题可能更为严峻。例如，他描述了所有已知的人类语言书写系统都是字母书写系统、音节书写系统或表意书写系统，并且人类学家能够根据字符数量来判断未知系统的类型，但对于外星书写系统来说，这可能不是一个普遍的假设。
《学习阅读》聚焦于假设外星人翻译人类传递的星际信息。作者凯瑟琳·E·丹宁认为编写可供外星人翻译的信息“既不简单也不不可能”，认为这是一项艰巨的任务，但值得研究；她讨论了编写此类信息的跨学科研究的必要性，并列举了密码学和人类学等领域的重要研究成果。她还讨论了自然科学和社会科学在外星人翻译问题上的两极分化观点，自然科学家对翻译的简易性的看法往往比社会科学家乐观得多。保罗·K·沃森的《推断智慧》描述了理解史前文化的困难，并将这种困难与理解外星文化的困难进行了比较。他提到了关于旧石器时代洞穴艺术含义的争议，以及将石器认定为智慧生物有意制造的相对较新。

#### 《人类学、文化与交流》
约翰·W·特拉法根（John W. Traphagan）在本栏目中发表了两篇文章，分别是《远距离人类学》和《与外星智慧文明的文化与交流》。在前一篇文章中，他比较了19世纪早期人类学家的“远距离人类学”实践（他们往往缺乏资源去实地考察他们所研究的社会），以及SETI（搜寻地外文明计划）在讨论和研究未接触的外星文明方面的做法。后者则侧重于假设的“通用语言”（例如音乐或数学）的概念，以及人类和外星文明在解读这些语言时可能存在的差异。
道格拉斯·雷贝克的《接触考量》（Contact Considerations）一书通过将人类与外星人的互动与地球殖民互动进行比较，探讨了人类与外星人的互动。他列举了欧洲人与西班牙征服阿兹特克帝国、日本历史、中国、易洛魁和毛利文化接触的具体例子，这五种文化在欧洲人首次接触时，在政治和技术上都相当复杂。他探讨了贸易对人类与外星人互动的潜在重要性，这不仅体现在人类文化之间贸易交换的商品和服务上，还体现在外星文化中可能并不存在的音乐等事物上。在《为地球发声》（Speaking for Earth）一书中，阿尔伯特·A·哈里森探讨了投射星际信息的发展、寿命及其潜在后果。他对外星文明的仁慈持乐观态度，并引用了他自己的人类学研究表明，长期存在的社会往往更加和平，侵略性也更低。哈里森支持搜寻地外文明（Active SETI），即主动从地球向潜在的星际社会传递信息的过程，并讨论了计划中的和实际的尝试。

#### 《外星人的进化与分身》

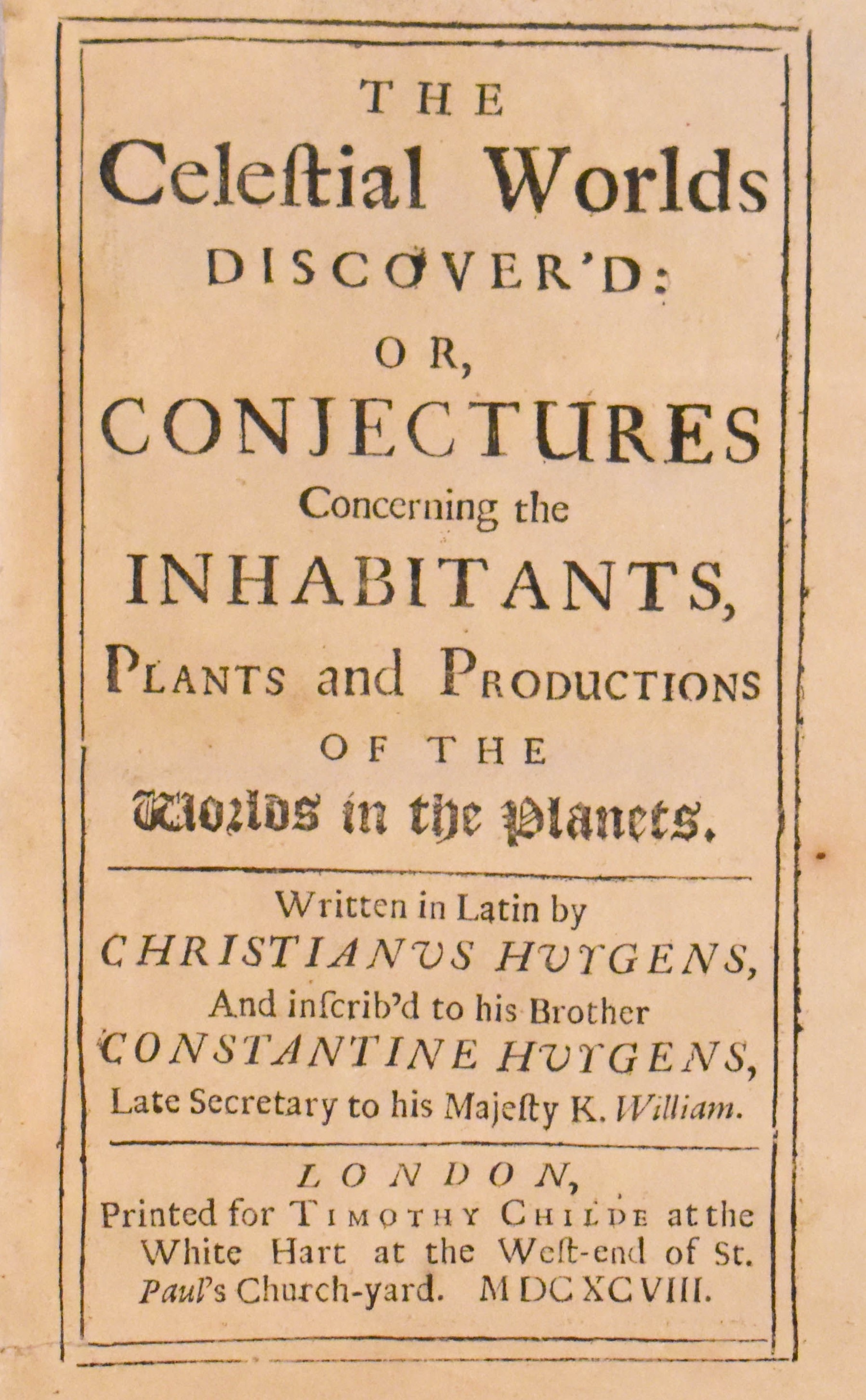
《发现天体世界》 (克里斯蒂安·惠更斯，1698年)的标题页，这是瓦科赫的《外星人的进化》的主题之一

瓦科赫的章节“外星人的进化”聚焦于外星智慧生物的外貌假设，例如它是否会是类人生物还是非人生物。他探讨了早在1698年克里斯蒂安·惠更斯出版的《发现天体的世界》 （该书是最早探讨外星生命形态的著作之一）中，就有人提出外星人可能拥有与人类相似的体型（例如直立行走），但在有限的空间内，外貌却截然不同。书中总结并探讨了两种观点：一种是趋同进化为功能性类人生物，另一种是发散进化为完全非人类生物。
加里·奇克在其著作《星际通信发展的生物文化前提条件》中探讨了德雷克方程，该方程用于估算银河系中能够与人类交流的地外文明的数量奇客援引了作家迈克尔·克莱顿等人的言论，认为德雷克方程中的参数是不可知的，这从根本上质疑了SETI计划的有效性。他试图缩小这些参数的可估算范围。在《动物行为学、民族学与地外智慧生物的交流》中，莱斯泰尔从人类与外星人接触的视角探讨了“交流”的哲学定义。他认为，地球与地外文明之间的接触兼具民族学（研究其他人类文化）和动物行为学（研究动物行为）的特征。在本书的最后一篇文章《与地外智慧生命沟通的信息构建限制》中，威廉·H·埃德蒙森总结了设计外星社会能够理解的信息的问题。他指出了构建星际信息所涉及的假设，例如外星人将拥有感知能力，以及所有智慧生物都将共享 某些认知功能（例如意向行为）。

## 出版历史
瓦科赫是加州整合研究学院临床心理学名誉教授，自称是外形符号学家研究兴趣包括心理学、比较宗教学和科学哲学。他是SETI研究所星际信息编写主任。 2002 年接受《纽约时报》丹尼斯·奥弗拜采访时，他谈到了他对 SETI 研究侧重自然科学的批评，以及他从人文视角看待这个问题的工作，包括将星际通信与陆地社会之间的跨文化互动进行比较。瓦科赫编纂和编辑《考古学、人类学和星际通信》的目标之一，就是强调这些领域对星际通信不太乐观的看法，解决物理科学忽视的重大推论差距问题。
美国宇航局原计划于 2014 年 6 月 10 日以印刷版和电子书形式出版《考古学、人类学和星际通信》。5月 21 日，该书的PDF文件意外发布在 NASA 网站上，并被Gizmodo收录。Gizmodo 发表了一篇评论后，该PDF版本被迅速下架，打算在原定日期重新发布，但由于需求量很大，出版速度被加快；MOBI、EPUB和 PDF 版本于 5 月 22 日正式发布，并在网上免费提供。平装书于 2014 年 9 月出版，精装书于同年 12 月出版。该系列由美国宇航局历史项目办公室出版，该办公室是其通讯办公室公共宣传部的一部分，以美国宇航局历史丛书的名义出版。

## 文化影响与接受
Gizmodo将《考古学、人类学和星际通信》描述为“真正令人着迷的东西”，既复杂又易于理解。该评论首先断章取义地引用了威廉·埃德蒙森 (William Edmondson) 的文章，该文章论述了神秘的石刻“可能是由外星人制作的” ，以此来比喻研究失落已久的古代社会的困难。尽管它接着指出，这不应被解读为字面意思，但这段引文还是被Artnet、 The Blaze和《赫芬顿邮报》等出版物用作点击诱饵标题。其中一些文章指出，这句话不能代表文章的内容；另一些文章则从字面上理解了它的含义。航空航天分析师杰夫·福斯特在他的评论中谴责了这种现象，但指出它突显了即使是来自相似文化的人之间的沟通也会多么困难。
该书正式出版后，大多获得了正面评价。《大众科学》杂志的艾米丽·格茨认为该书“令人耳目一新”，并将其提出的问题与《麻雀》等科幻作品探讨的问题进行了比较，《麻雀》是一部讲述耶稣会牧师与外星文明接触的小说。 CNET的迈克尔·佛朗哥称赞了它的全面性，科学新闻网站《从夸克到类星体》的联合创始人乔琳·克雷顿称其为“未雨绸缪的绝佳文本”。《每日点报》的阿贾·罗马诺评论说，该书对外星智慧的存在和仁慈持非常乐观的态度，但它对 SETI 进行了彻底的调查，并对其研究的主题有深入的理解。美国图书馆协会政府文献圆桌会议重要文献小组主席、北科罗拉多大学研究图书馆员马克·安德森在《图书馆期刊》上评论了《考古学、人类学与星际通信》一书，并评述了其他美国政府部门出版的书籍。他强调了该书的学术深度及其通俗易懂的文笔。
2014年6月，在该书正式发行几周后，约书亚·罗斯曼（Joshua Rothman）在《纽约客》上采访了瓦科赫，探讨了地外文明交流的困境。瓦科赫解释了本书的写作目的，并探讨了考古学家和人类学家在地外文明研究中扮演的重要角色。他提到了散文家们得出的结论，例如莱斯泰尔（Lestel）对无法理解或解码潜在外星信息的影响的讨论。瓦科赫认为，人文学科对地外文明交流的视角日益“持怀疑和批判态度”，但“这种批评是深入探讨的，而非一味否定”。他指出，尽管与地外文明建立沟通桥梁并非易事，但过去几十年来系外行星的快速发现增加了发现地外文明的可能性，使这个问题更加重要。